# Honda Africa Twin
La Honda Africa Twin es un modelo de motocicleta doble propósito fabricado por la compañía Honda entre los años 1986 y 2003, y a partir del 2015 a la actualidad. Este modelo se concibió de inicio como una máquina destinada a pruebas raid, entre ellas el París-Dakar. Su comercialización para el público en general comenzó en el año 1988 con el modelo 650 XRV Africa Twin.

## Variantes
- La 650 XRV "Africa Twin" comercializada como el modelo RD03.
- La 750 XRV "Africa Twin" comercializaca como el modelo RD04 hasta 1992, como el modelo RD07 de 1993 a 1995, y como RD07A a partir de 1996.

## Versión 2015
En junio de 2015 la compañía anuncia un nuevo modelo el CRF1000L Africa Twin, que cuenta con un motor de 998cc, 95 CV a 7.500 rpm y de 98 Nm a 6.000 rpm, caja de cambios de seis marchas y un "Dual Clutch Transmisión" transmisión de doble embrague (con antirrebote), modo manual que permite cambiar mediante pulsadores en la piña izquierda y además de dos modos automáticos,. Un peso de hasta 242 en la versión más completa y 19 L de depósito de gasolina. Cuenta con ABS y ABS-DCT (especial para off-road) desconectable, y control de tracción HSTC con tres niveles.

## Versión 2018
En 2018 Honda reedita el nombre "Adventure Sports" utilizado largamente en sus modelos anteriores. Esta versión actualiza el modelo CRF1000L entre otros con un mayor recorrido de las suspensiones, depósito de combustible de mayor capacidad y más y mejorada electrónica. Su suspensión sube de 204 a 224 mm y detrás de 220 a 240 mm la altura del asiento sube de 870 mm a 920 mm y de 850 a 900 mm en la versión baja.
El manillar crece en tamaño y cercanía al piloto, cuenta con puños calefactables, su depósito de combustible ahora es de 24,2 L lo que le daría una autonomía de más de 500 km . Se agregan nuevos modos de conducción “Tour”, “Urban”, “Gravel” y “User” que afectan la entrega de potencia y control de tracción que se le agregan niveles y la posibilidad de desconectar además introduce mejoras en su "Dual Clutch Transmisión" o DCT, entre otras mejoras.

## Versión 2020
En septiembre de 2019 Honda anunció la presentación del modelo 2020, tanto el modelo CRF1100L Africa Twin, como el CRF1100L Africa Twin Adventure Sports, con destacadas mejoras, entre ellas un incremento de la cilindrada que pasa ahora a los 1.100 cc. y un incremento de potencia a 101,9 CV y 105 Nm. y es 5Kg más liviana. Además, se moderniza su pantalla de instrumentos, varias mejoras electrónicas como ABS en curvas y varias más. La versión Adventure Sports mantiene sus diferencias con el modelo base, como es un tanque de combustible más grande y otras mejoras, pero el cambio sustancial es que baja en su recorrido de suspensión ya que serán iguales a las del modelo base. En ambas versiones se cuenta con la opción de caja de cambio automática o manual.